# منزل جميل (مسلسل كوري)
منزل جميل (بالكورية: 스위트홈) هو مسلسل كوري جنوبي صدر عام 2020، من إنتاج شبكة نتفليكس بتنسيق مع قسم استوديو دراغون، مأخوذ من الويبتون الذي كتبه ورسمه الفنان كيم كارن باي وهوانغ يونغ تشان الذي سجل أكثر من 2.1 مليار مشاهدة. توفر على شبكة نتفليكس في 18 ديسمبر 2020. صدر الموسم الثاني في 1 ديسمبر 2023. وصدر الموسم الثالث في 19 يوليو 2024.

## القصة

### الجزء الأول
تتحدث دراما “منزل جميل” عن قصة طالب المدرسة الثانوية يصاب بصدمة بعد تعرضه للتنمر ولا يغادر غرفته، يفقد عائلته، وينتقل لشقة جديدة، وتبدأ أمور غريبة وغامضة تحدث له. وتحكي قصة نضوج للبطل وهو يحاول إنقاذ الأشخاص الذين تحولوا إلى وحوش بسبب الجشع. ويبدأ في تغيير نظرته المتشائمة للمجتمع.

### الجزء الثاني
يتعين على المقيمين المتبقين في شقة المنزل الأخضر الخروج من منازلهم، التي كانت مسرحًا لمعاركهم الوحشية السابقة، والمغامرة بالخروج إلى العالم الخارجي. أنشأ الناجون مجتمعًا في ما تبقى من الاستاد، لكنهم ما زالوا غير قادرين على التخلي عن حذرهم.

## الممثلون

### رئيسي
- سونغ كانغ في دور تشان هيون سو[8]
- لي جين ووك في دور بيون سانغ ووك[9]
- لي سي يونغ في دور سيو يي كيونغ[9]
- غو مين شي في دور لي اون يو[9]

### داعم
- بارك غيو يونغ في دور يون جي سو[9]
- لي دو هيون في دور لي اون هيوك[10]
- غو يون جونغ في دور بارك يوري (الموسم 1)[11]
- كيم نام هي في دور جونغ جاي هيون / جيهون (الموسم 1)[12]

### الموسم 2
- يو أوه سيونج في دور تاك إن هوان[13]
- أوه جونغ سي في دور دكتور. ليم[14]
- كيم مو يول في دور كيم يونغ هو[14]
- كيم سي أ في دور الطفلة الغامضة[15]

## الحلقات
| الموسم | الحلقات | الحلقات | الأصلي         | الأصلي |
| الموسم | الحلقات | الحلقات | الأول          | الأخير |
| ------ | ------- | ------- | -------------- | ------ |
| 1      | 10      | 10      | 18 ديسمبر 2020 | سيُعلن  |
| 2      | 8       | 8       | 1 ديسمبر 2023  | سيُعلن  |
| 3      | 8       | 8       | 17 يوليو 2024  | سيُعلن  |

## الاستقبال
«منزل جميل» هو أول مسلسل كوري جنوبي يدخل قائمة أفضل عشر مسلسلات على نتفليكس في الولايات المتحدة، احتل رقم 3. بعد ثلاثة أيام من صدوره، احتلت الدراما المرتبة الأولى في ثماني مناطق، وكانت ضمن أفضل 10 برامج في 42 منطقة. تمت مشاهدة المسلسل من قبل 22 مليون مشترك في جميع أنحاء العالم في الأسابيع الأربعة الأولى من صدوره، وظهر في قائمة أفضل 10 على شبكة نتفليكس في أكثر من 70 دولة.

## الإنتاج

### صناعة
عرف المخرج لي إيونغ بوك "ب" نهاية القصة المصورة" التي ستستند إليها الدراما التي سيقومون بتصويرها "منزل جميل" قبل إصدار آخر فصل لها، على الرغم من أنه قرر لاحقًا جعل أحداث المسلسل مختلفة قليلاً عن القصة الأصلية.
تم إنفاق ميزانية إنتاج ضخمة على المسلسل، حيث بلغت تكلفة المسلسل حوالي 30 مليار وون (27 مليون دولار امريكي) 2.7 مليون دولار لكل حلقة. تم اختيار مصمم الرقصات كيم سول جين والبهلواني تروي جيمس لتسجيل حركات الوحوش من خلال التقاط الحركة.

### اختيار طاقم التمثيل
أعلنت نتفليكس رسميًا عن تشكيلة المسلسل في 18 ديسمبر 2019، مع سونغ كانغ ولي جين ووك ولي سي يونغ في للأدوار الرئيسية، ولي دوه يونغ وكيم نام هي وغو مين شي وبارك جيو يونغ وجو يون جونغ وكيم كاب سون وكيم سانغ هو.
كشف المخرج لي إيونغ بوك أنه خلال اختبار سونغ كانغ، ذكّره بالممثل جوني ديب في فيلم إدوارد ذو الأيدي المقصات، شخص لديه روح نقية وبريئة لكنه يمسك رمحًا في يده. الممثل تم ترشيحه من قِبل مخرج مسلسل إنذار الحب على نتفليكس والذي كان سبب شهرته، الذي صدر في أغسطس 2019. لم تظهر شخصية "يي كيونغ التي تلعب دورها الممثلة لي سي يونغ في "الويب تون" الأصلي لكن المخرج "أراد إضافتها كشخصية أنثوية يمكنها إخراج مشاهد حركة رائعة، كونها ملاكمة سابقة، تدربت لمدة ستة أشهر قبل تصوير المسلسل. صرحت بارك جيو يونغ بأنها لم تكن لديها آمال كبيرة بشأن اختيارها للمسلسل، ولكن "بمجرد أن غادرت مجموعة الاختبار، استدعها المخرج، وقال لها أنه تم اختيارها للمسلسل وأعطها السيناريو.

### تصوير
بدأ التصوير الرئيسي في سبتمبر 2019 واكتمل التصوير في فبراير 2020.

### تأثيرات بصرية
تم توظيف المصممين من Legacy Effects و VFX Studio Westworld وSpectral Motion. الذين عملوا في أفلام ومسلسلات شهيرة مثل افنجرز وآفاتار بالإضافة إلى المسلسل التلفزيوني صراع العروش ومسلسل أشياء غربية.

## روابط خارجية
- منزل جميل على موقع IMDb (الإنجليزية)
- منزل جميل على موقع روتن توميتوز (الإنجليزية)
- منزل جميل على موقع نتفليكس (الإنجليزية)
- منزل جميل على موقع فيلمافينيتي (الإسبانية)
- منزل جميل على موقع كينوبويسك (الروسية)
- منزل جميل على موقع ألو سيني (الفرنسية)
- منزل جميل على موقع قاعدة بيانات الفيلم (الإنجليزية)